# Charles Beaubrun

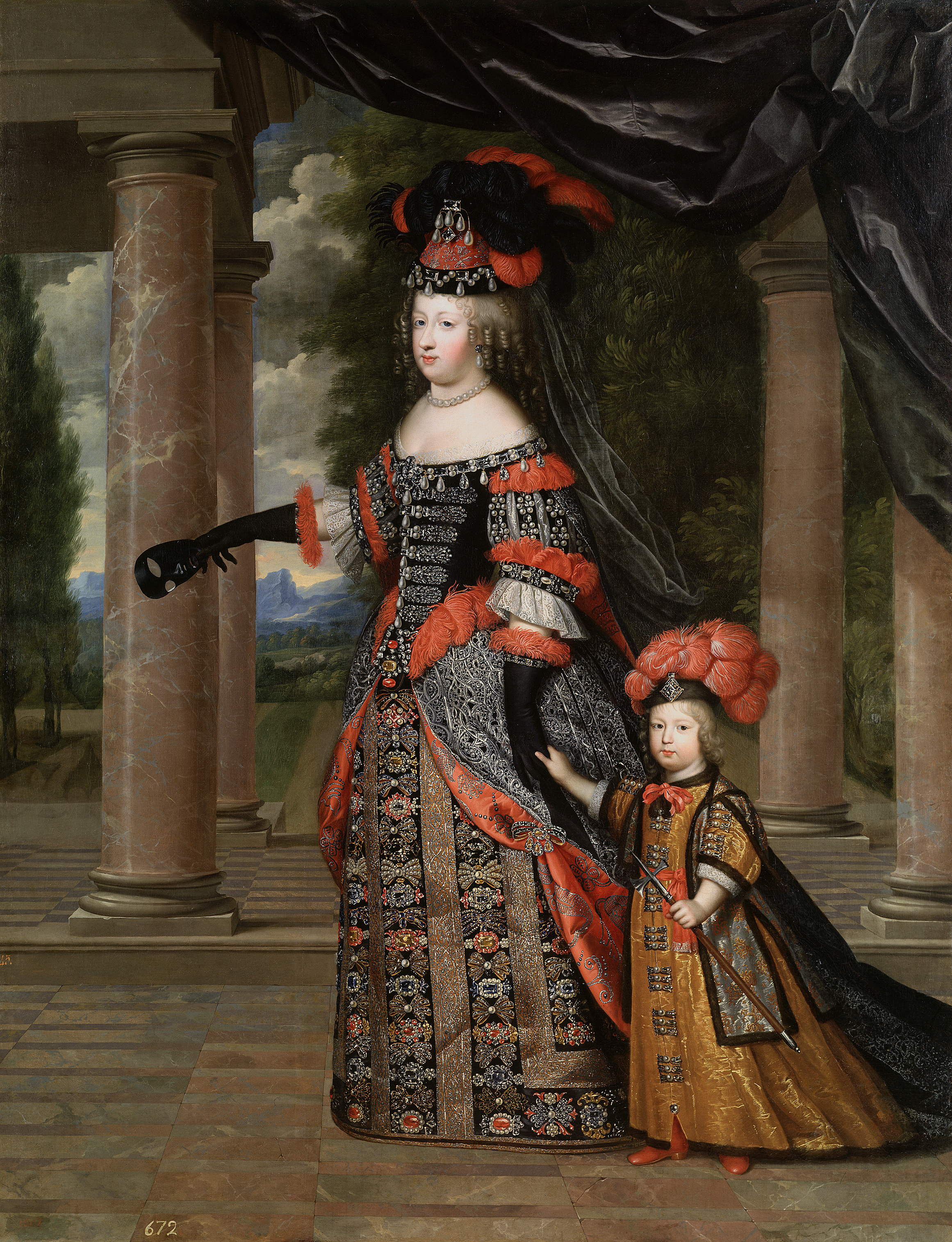
María Teresa de Austria y el gran delfín de Francia, óleo sobre lienzo, 225 x 175 cm, Madrid, Museo del Prado.

Charles Beaubrun (Amboise 1604-París, 1692) fue un pintor barroco francés, especializado en retratos.
Miembro de una familia de pintores, se formó con su tío Louis Beaubrun y trabajó en París en compañía de su primo Henry Beaubrun (Amboise, 1603- París, 1677) como retratistas de las cortes de Luis XIII y Luis XIV, sin que quepa distinguir en sus obras la mano de cada uno de ellos. En 1648 los primos participaron en la fundación de la Académie  royale de peinture et de sculpture y, en torno a los años centrales de la centuria, disfrutaron de notable éxito entre las damas de la corte, a juzgar por el número de sus retratos, muchos conservados en el Palacio de Versalles, y la calidad de las señoras retratadas. Seguidores del viejo estilo formalista y cortesano de Frans Pourbus el Joven, con el énfasis puesto en la ostentación exterior y la atención a los accesorios preciosos, sus retratos apenas evolucionaron y, sin más valor que el documental, acabaron siendo desplazados del favor cortesano, ya en el reinado de Luis XIV, por los más sofisticados de Pierre Mignard.